# Sign o' the Times (album)
Sign o' the Times (stilizirano kao Sign "☮" the Times) je deveti studijski album američkog glazbenika Princea. Objavila ga je diskografska kuća Warner Bros. Records 30. ožujka 1987. Sign o' the Times je prvi samostalni Princeov album nakon dugogodišnje suradnje s njegovim sastavom The Revolution. Unatoč tome što su ga kritičari jednako hvalili, album nije bio komercijalno uspješan kao Purple Rain. Materijal s albuma bio je sniman između 1986. i 1987., te je originalno bio namijenjen za album Dream Factory, trostruki album Crystal Ball i album Camille pod istoimenim pseudonimom, ali zbog ograničenja koja mu je postavio Warner Bros. odlučio je spojiti sva tri albuma u jedan dvostruki album. Pjesme koje nisu završile na Sign o' the Times su kasnije izašle na trostrukom albumu Crystal Ball zajedno s još nekoliko neobjavljenih pjesama iz 90-ih.

## Popis pjesama
| 1. | »Sign o' the Times«            | 4:57 |
| 2. | »Play in the Sunshine«         | 5:05 |
| 3. | »Housequake«                   | 4:42 |
| 4. | »The Ballad of Dorothy Parker« | 4:01 |

| 1. | »It«                  | 5:09 |
| 2. | »Starfish and Coffee« | 2:50 |
| 3. | »Slow Love«           | 4:22 |
| 4. | »Hot Thing«           | 5:39 |
| 5. | »Forever in My Life«  | 3:30 |

| 1. | »U Got the Look«                           | 3:47 |
| 2. | »If I Was Your Girlfriend«                 | 5:01 |
| 3. | »Strange Relationship«                     | 4:01 |
| 4. | »I Could Never Take the Place of Your Man« | 6:29 |

| 1. | »The Cross«                       | 4:48 |
| 2. | »It's Gonna Be a Beautiful Night« | 9:01 |
| 3. | »Adore«                           | 6:30 |